# Батюта Микола Миколайович
Микола Миколайович Батюта (нар. 10 вересня 1951) — радянський футболіст, український футбольний функціонер та суддя. Виступав на позиції півзахисника.

## Кар'єра гравця
Народився 10 вересня 1951 року. Розпочав кар'єру гравця у 1969 році у житомирському «Автомобілісті», який на той час виступав у Першій лізі чемпіонату СРСР. Того сезону зіграв 3 матчі. У 1970 році перейшов до київського «Динамо», але через величезну конкуренцію в клубі до складу основної команди пробитися не зміг, тому виступав у складі дублюючого складу, в якому того року відзначився 2-ма голами. Наступний сезон також розпочав у дублі киян, але через брак ігрової практики повернувся до Житомира, який на той час виступав уже в Другій лізі чемпіонату СРСР. Того сезону зіграв 5 матчів у футболці житомирського клубу. У 1972 році перейшов до іншого друголігового клубу «Спартак» (Йошкар-Ола), в складі якого провів 19 матчів. У 1973 році повернувся до «Автомобіліста», кольори якого захищав до 1981 року. За цей час у чемпіонатах СРСР зіграв 342 матчі та відзначився 40-ма голами. У 1981 році завершив кар'єру гравця.

## Кар'єра футбольного функціонера
З 1983 по 1985 роки був начальником житомирського клубу «Спартак». З серпня 1992 по липень 1993 року тренував житомирський «Хімік», в цей час також виконував функції ще й начальника команди.

## Суддівська кар'єра
З 1992 року займався суддівством, мав республіканську категорія. Усього відсудив 89 матчів: 46 — як головний арбітр та 43 — як лайнсмен. 